# Bautastein

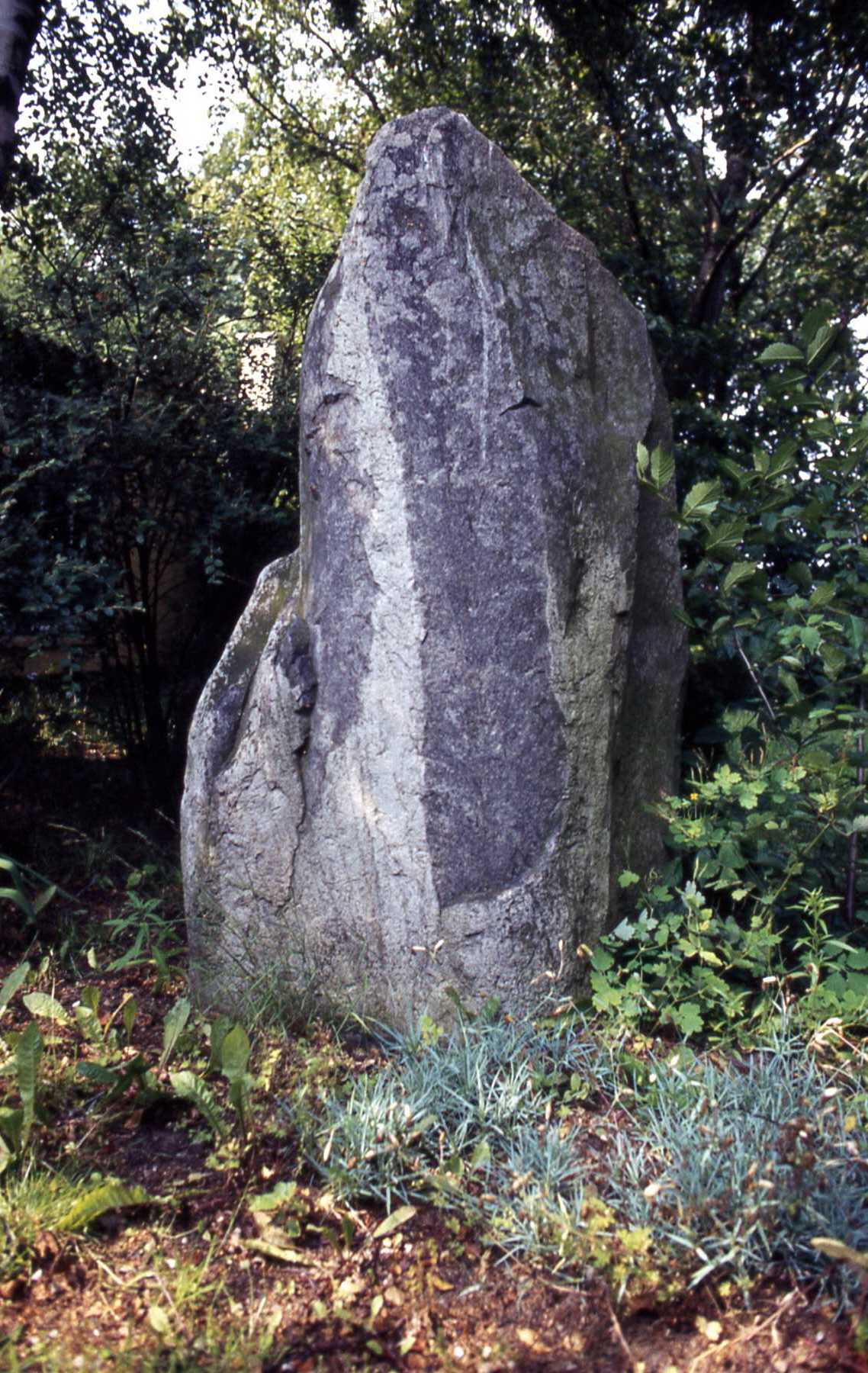
Dänischer Bautastein bei Reerslev Seeland

Ein Bautastein ist ein schlanker, hoher, aufgerichteter Stein, meistens unbeschriftet (ohne Bilder oder Runeninschriften).
Bautasteine wurden in einigen Gebieten Skandinaviens und den angrenzenden Regionen in der Bronze- und Eisenzeit aufgestellt, einige bereits in der Jungsteinzeit. In Dänemark sind sie am häufigsten mit Gräbern, aber auch mit Kultstätten verbunden.

## Etymologie
Der Begriff Bautastein ersetzt in Dänemark den kontinentalen Begriff Menhir („langer, aufgerichteter Stein“). Im Schwedischen wird ein solcher Stein rest sten („aufgerichteter Stein“, verwandt mit englisch raised „erhoben“) oder bautasten genannt. In Norwegen sind die Begriffe „Bautastein“ und „Bauta“ geläufig.
Den Begriff prägte der Amtmann Emil Vedel (1824–1909) im Jahre 1886. Das Wort wird von einigen Forschern aus dem altnordischen *bautuðr = Phallus hergeleitet. Andere leiten es von bautaðar, dem Genitiv von bautaðr „Stoßer“, „Schläger“ (= gewaltiger Kriegsmann) ab. Nach der ersten Lesart symbolisierte er anfänglich die Fruchtbarkeit, später wurde er zum Gedächtnisstein für einen Verstorbenen. Tatsächlich sind einige phallisch zugearbeitete Steine gefunden worden, z. B. der von Steinkjer in Norwegen. Bautasteine sind Vorläufer der Runensteine meist mit mindestens einer flachen Seite. Während der Eisenzeit, etwa ab dem 4. Jahrhundert n. Chr., begann man, die Gedenksteine mit Runeninschriften zu versehen. Einem Volksglauben zufolge dreht sich der Bautastein am Strangelshøj, wenn er frisch gebackenes Brot riecht. Dieser Volksglaube ist in Dänemark verbreitet. So erzählt man beispielsweise über den Findling „Spejdersten“, den größten Stein auf der Insel Falster, dieselbe Geschichte, so dass eine Verbindung mit der Fruchtbarkeit nicht abwegig ist.
Um 1230 n. Chr. schrieb der isländische Geschichtsschreiber Snorri Sturluson in der Heimskringla (norwegische Königssagen) über eine berühmte Person: „… und er wurde begraben, und ein Bautastein wurde ihm errichtet.“
Ab dem 17. Jahrhundert berichten mehrere Chronisten und Gelehrte über Bautasteine. In seinem „Sechs Schreiben von einigen Merkwürdigkeiten der Holsteinischen Gegenden“ geht Johann Friedrich Camerer ausführlich auf die „heidnischen alterthümlichen Steine“ ein, wovon er noch einen auf Sylt und mehrere in den Gegenden um Pöschendorf gesehen und abgezeichnet habe. Er erwähnt, dass bereits Johannes Schefferus das Wort „Bauta“ mit „Blut“ übersetzt habe, „weil diese Blutsteine denen zu Ehren aufgerichtet sind, die im Kriege ihr Blut vergossen haben“.
Johann Daniel Major behauptet in seinem 1692 erschienenen Werk „Bevölckertes Cimbrien“, dass die Bautasteine früher um alle Hügelgräber aufgerichtet waren und wahrscheinlich von „Norwegen auf zusammen geknoteten Floßen auch auf die Kimbrische Halbinsel gebracht wurden“. Dies wurde allerdings bereits 50 Jahre später von Johann Friedrich Camerer bezweifelt. Auch Troels Arnkiel, ein Pastor und früher Altertumsforscher aus Apenrade, ging in seinem bekanntesten Werk „Ausführliche Eröffnung“ auf die Bedeutung der Bautasteine ein. Er schreibt: „Bei diesen heidnischen Grabhügeln und Bergen sind die großen Steine als Pilaren umgestanden, welches geschehen ist zum Andenken der Toten. Es ist zu bedauern, dass diese Grabsteine vielerorts weggenommen und zum Gemäuer der Kirchen, Schlösser, Bauernhäuser, Steinzäunen und Kirchenmauern umgewandelt worden. Daher stehen viele Grabhügel und Berge auf dem Felde nackt und bloß dar und sind ihrer dazugehörigen Steinkreise und Kränze beraubt“.

Schwedische Bautasteine
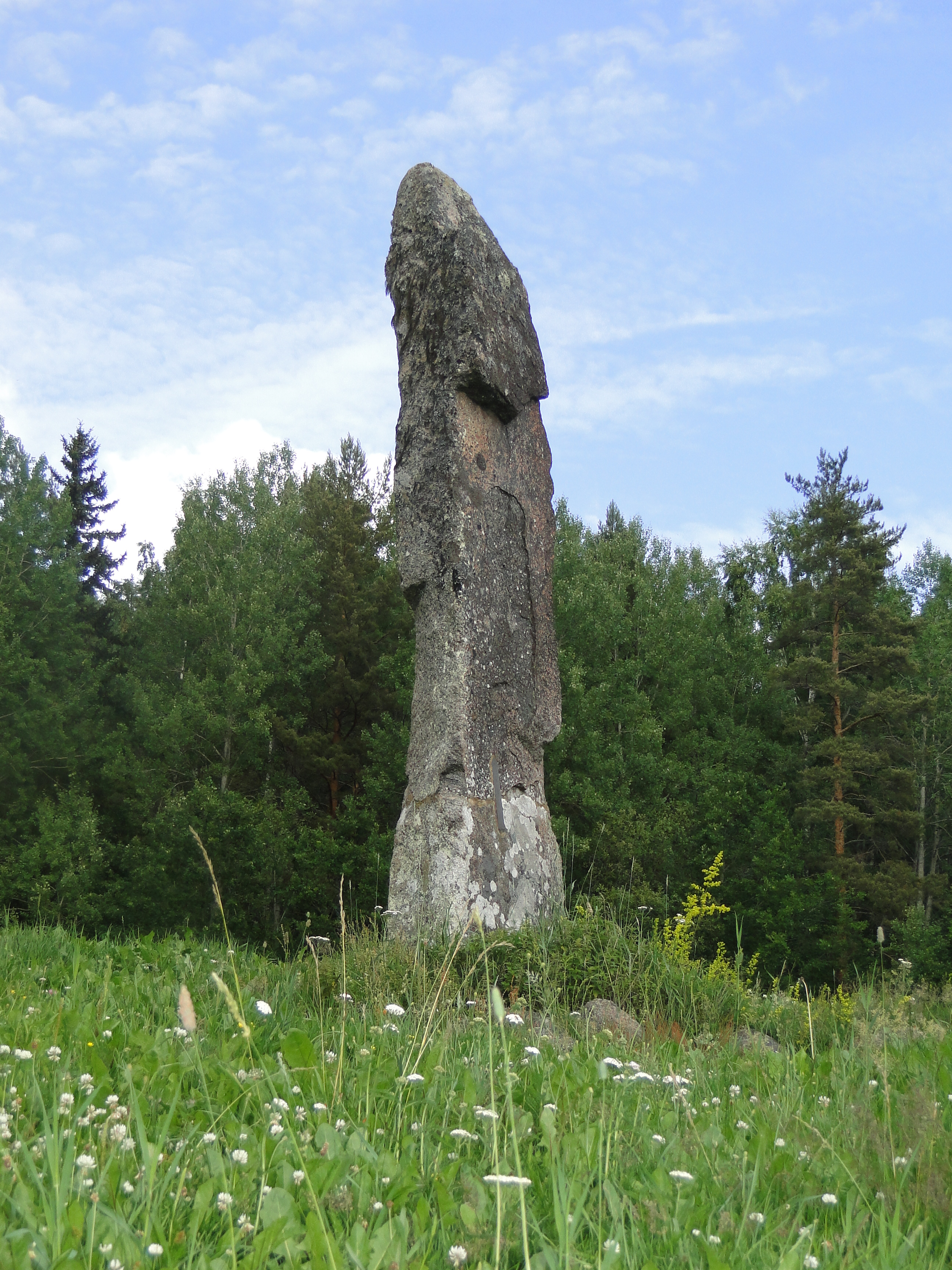
Stein von Boda
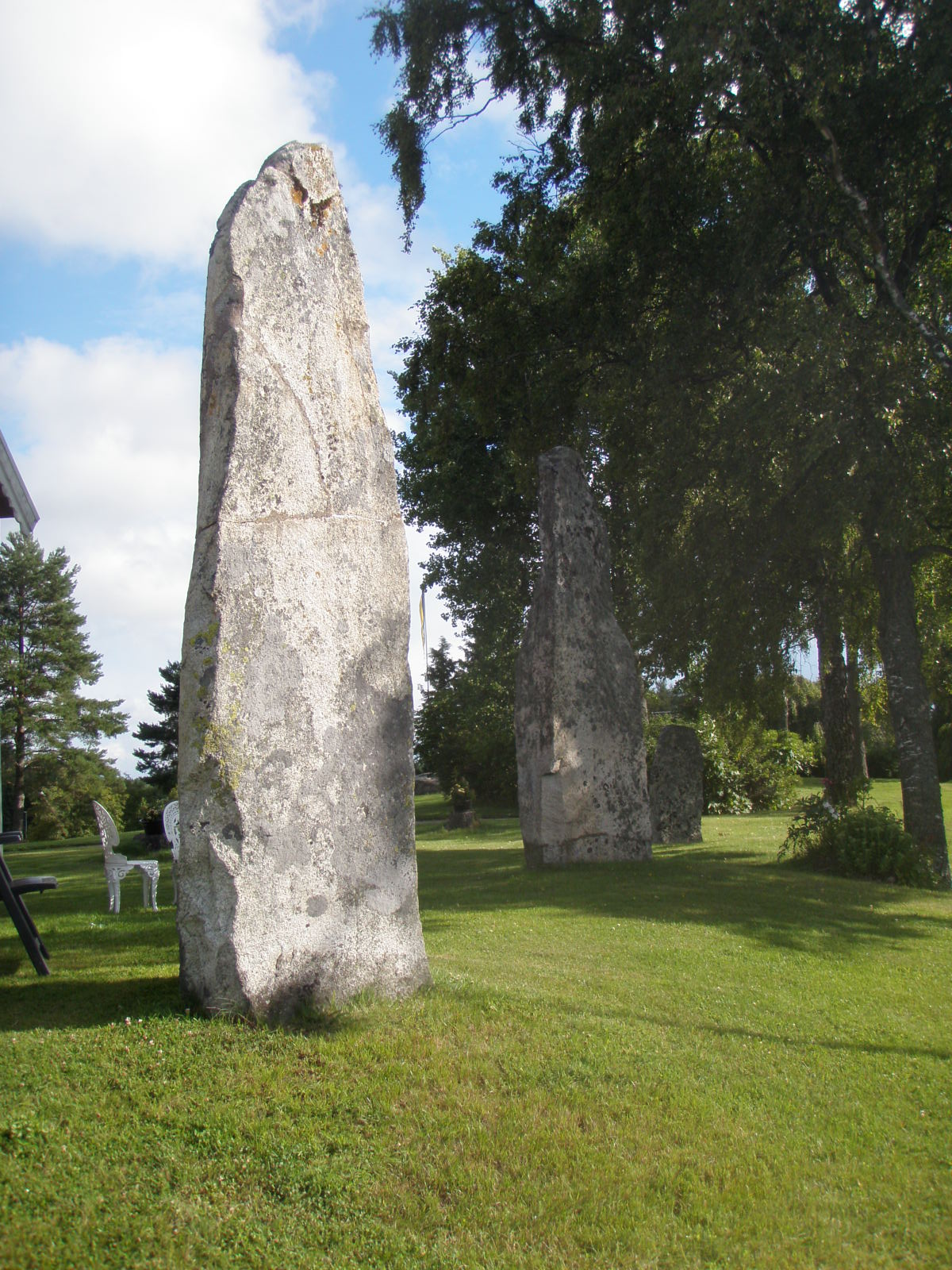
Steine von Vässjevattnet
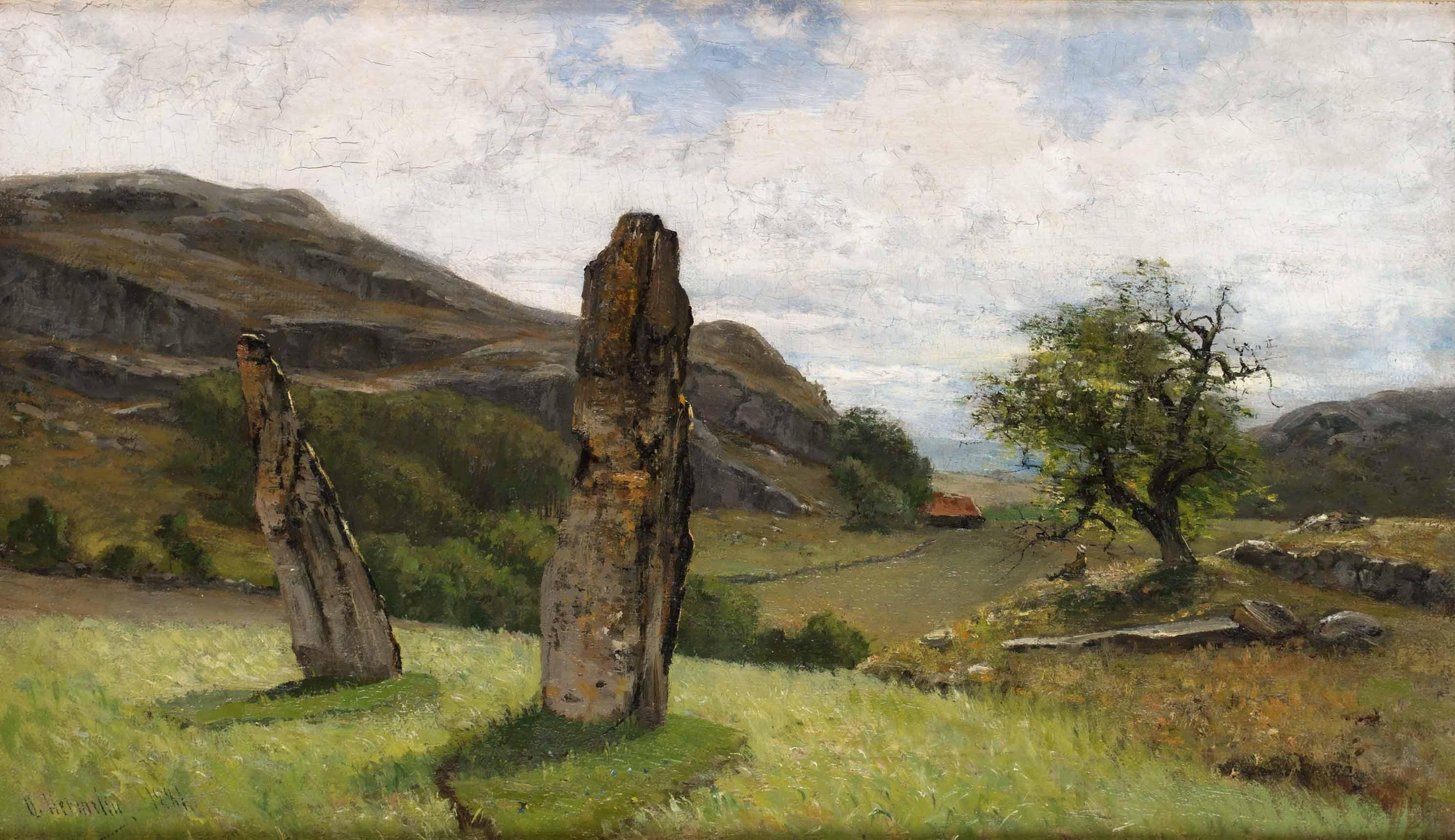
Bautastenar im Bohuslän n. Olof Hermelin
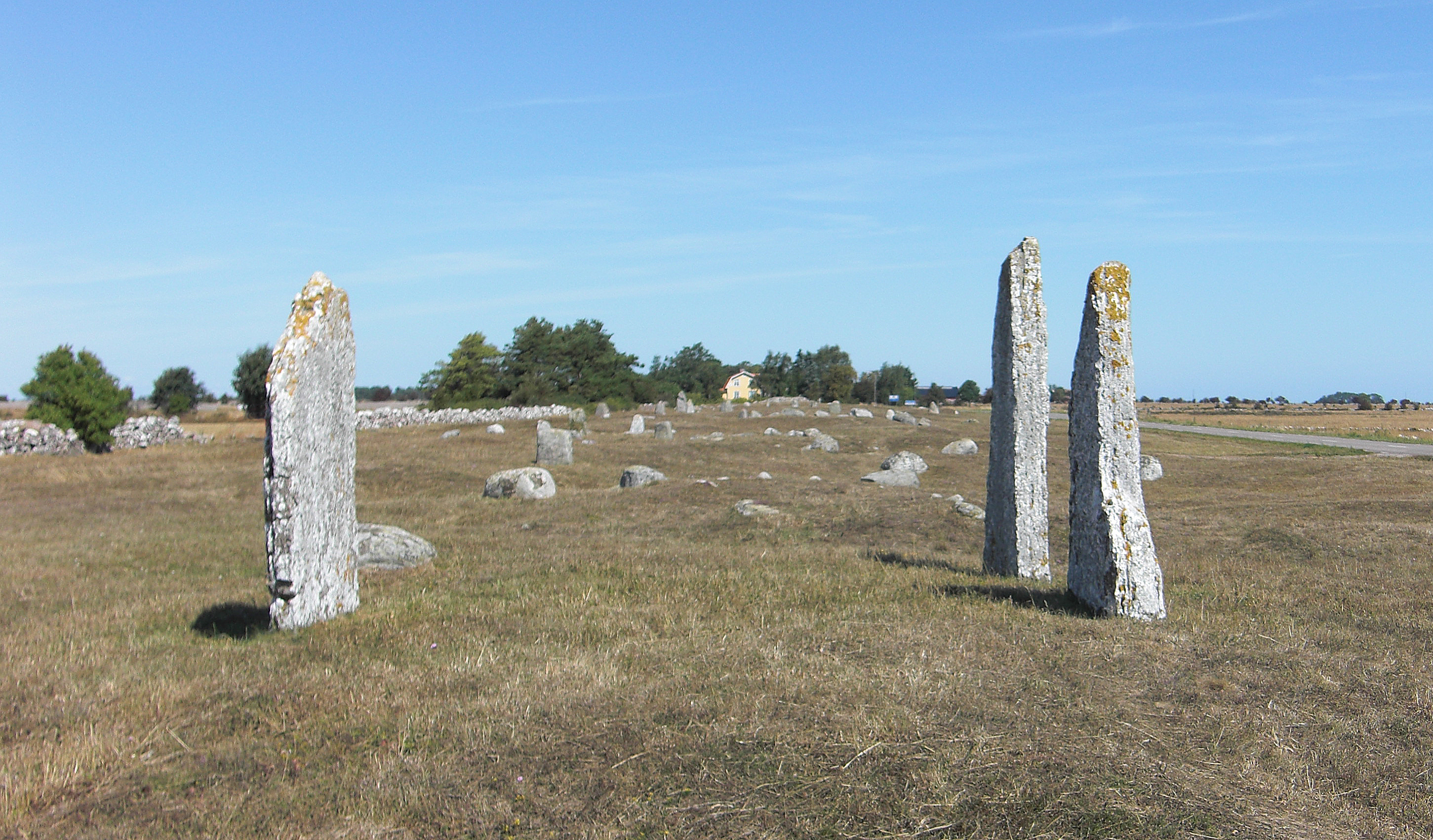
Ölandische Steine aus Kalksteinplatten
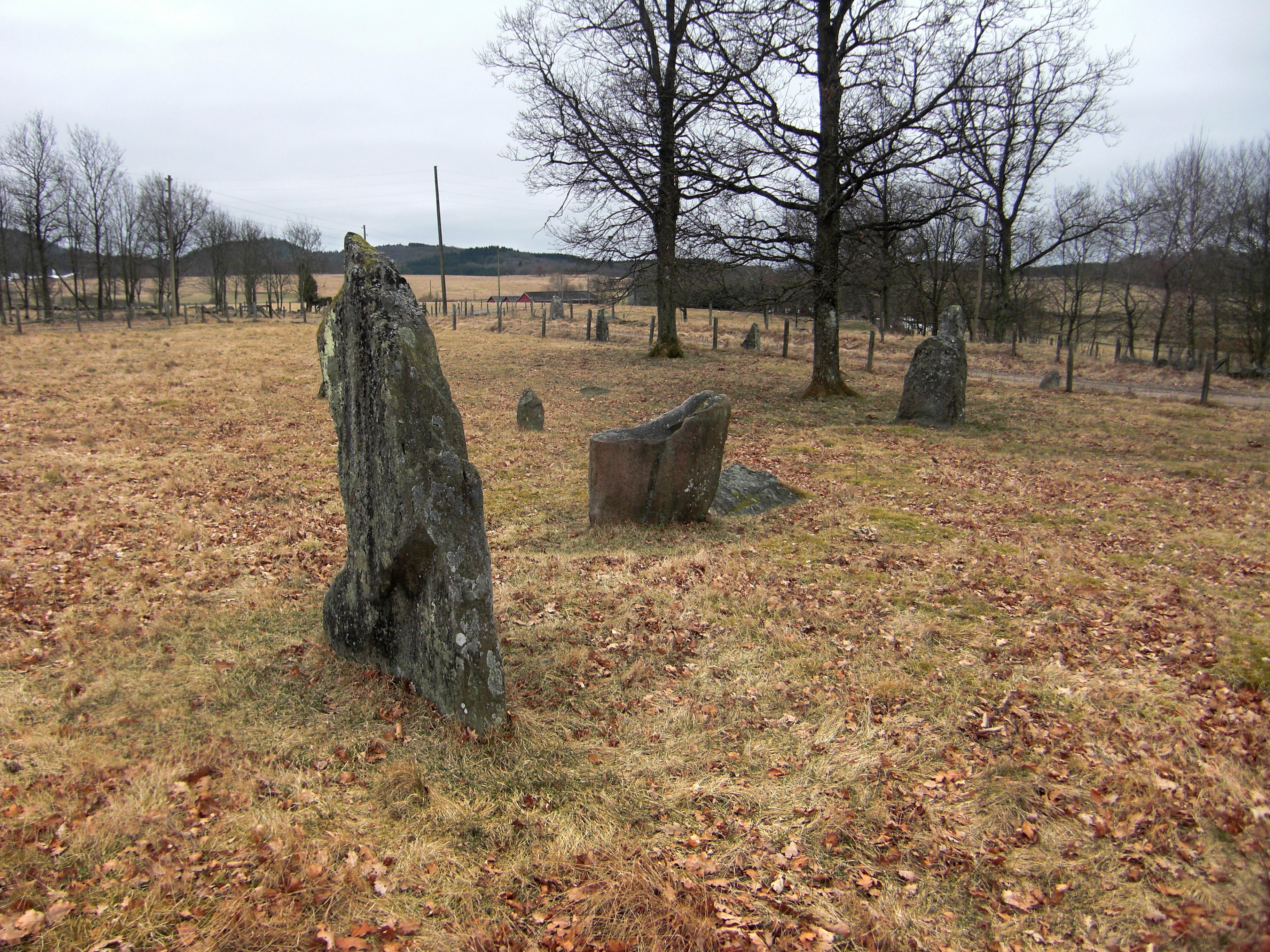
Steine auf dem Gräberfeld von Särestad

Norwegische Bautasteine
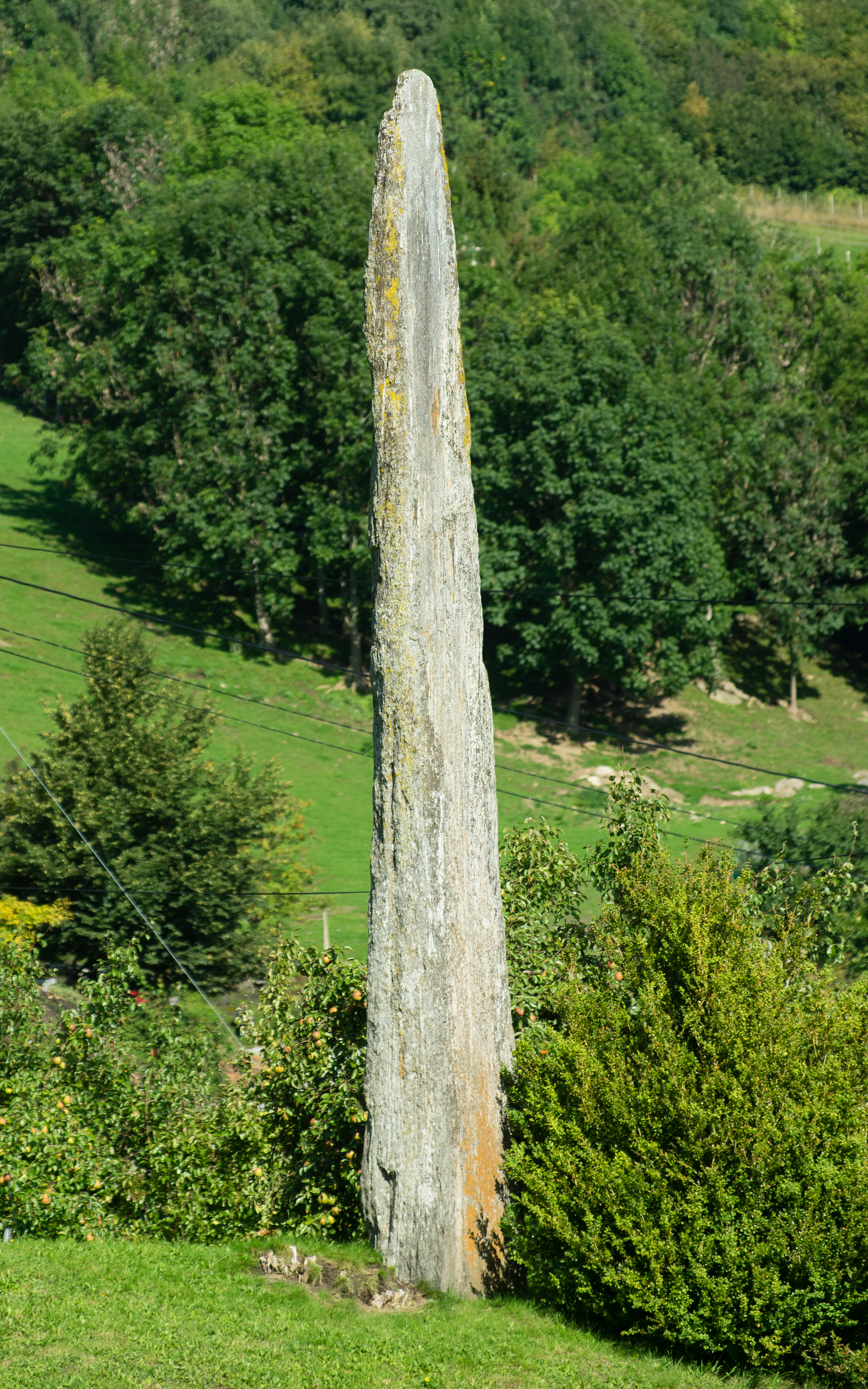
Balderstein
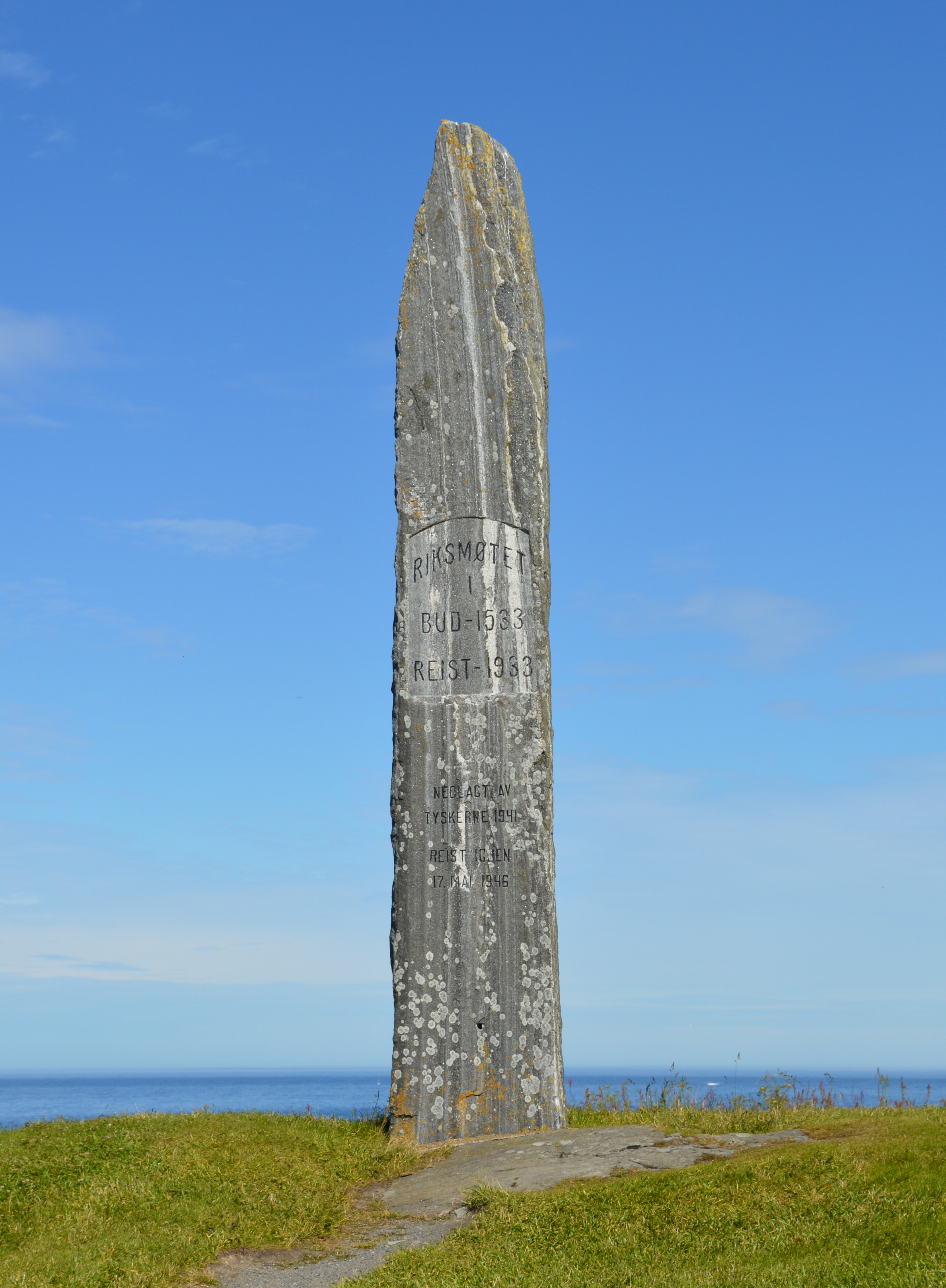
Steine von Bud
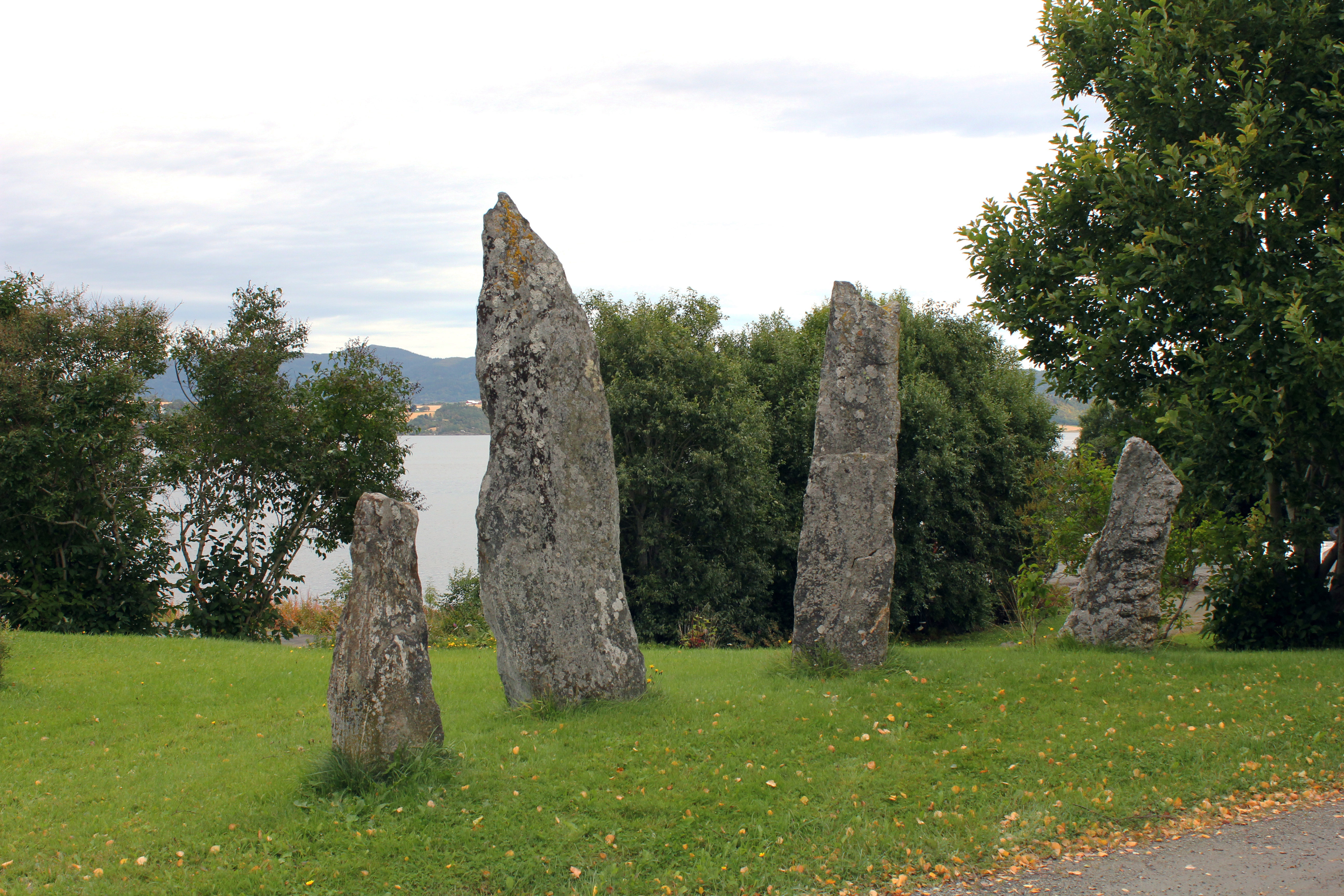
Bautasteine von Borsa
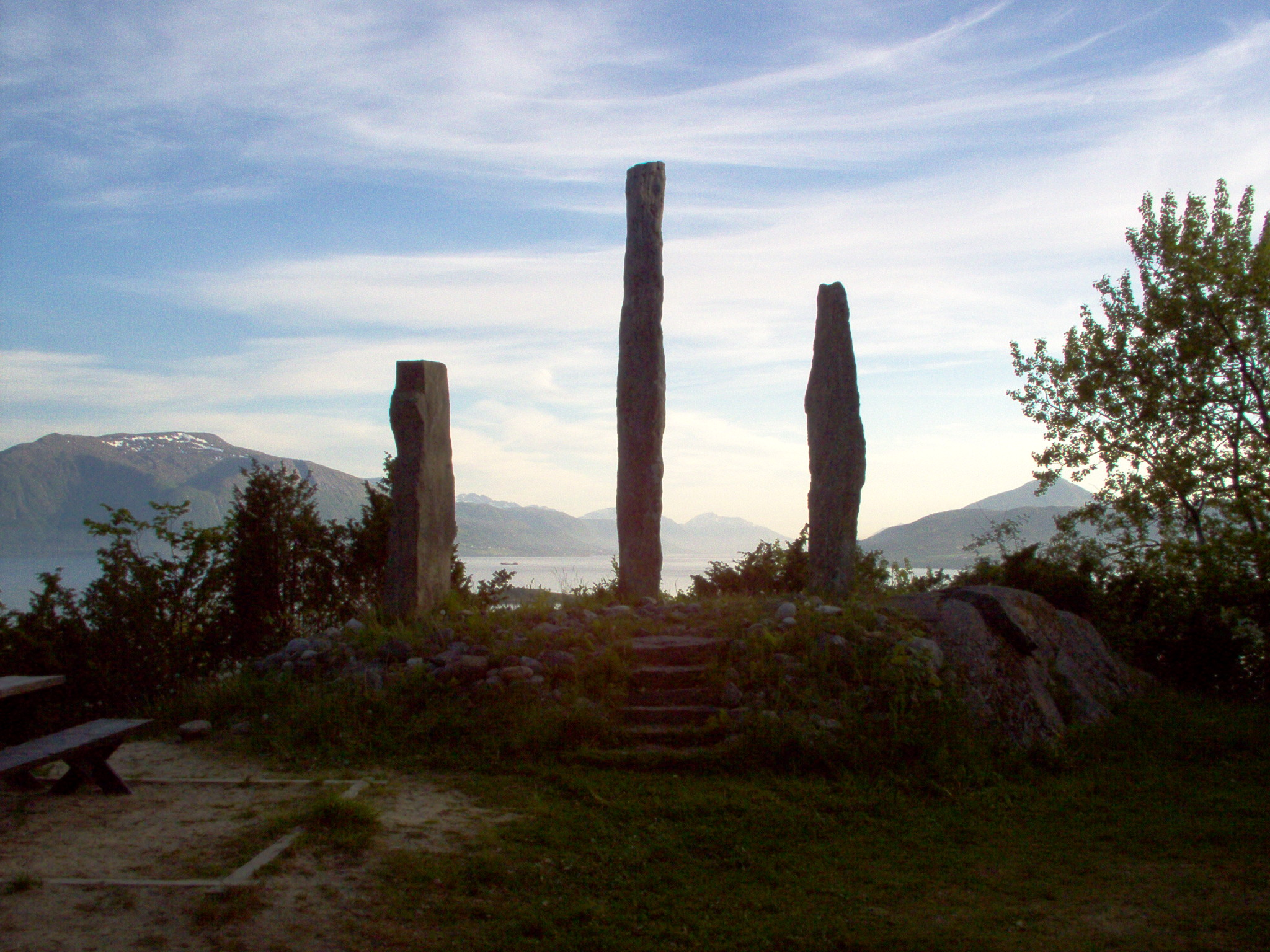
Steine von Frei
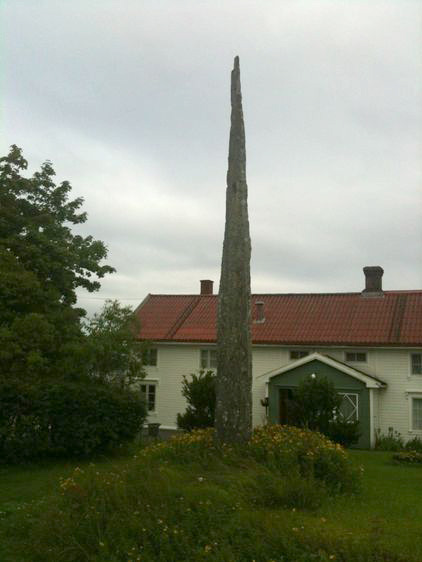
Trollpila auf Bolsøya

## Verbreitung
Bautasteine sind in Dänemark und Skandinavien sowohl einzeln als auch in Gruppen (Årbakka (7), Grinde (6), Norheim (5), alle in Norwegen); am Bøgebjerg bei Reerslev Dänemark stehen die Skrædderens falske Vidner (des Schneiders falsche Zeugen) andere sind auf Gräberfeldern zu finden.
- in Schweden, (auch Resta stenar) auf dem Gräberfeld von Li (127). Auf Gotland und Öland sind sie aus Kalkstein.
- in Finnland (besonders auf den Åland und in Laitila).
- in Dänemark steht die größte Konzentration erhaltener Bautasteine bei dem Højstrup am Tømmerby Fjord (75 von einst 125 Steinen) in Nordjütland. Auf Bornholm sollen über 1.000 gestanden haben, heute sind es etwa 250, im Louisenlund (70 bis zu 2,5 Meter hohe Steine), im Gryet (Wald) bei Neksø (67 Steine).[3]
- in Norwegen gibt es 1176 registrierte Bautasteine, die als Teil einer Grabstätte angesehen werden. Über 100 gibt es in Rogaland (234), Østfold (140), More und Romsdal (134), Vest-Agder (107) und Nord-Trøndelag (102). Aber auch in 13 anderen Provinzen stehen zwischen 3 (Finnmark) und 90 (Nordland) Bautasteine, die bis zu 8 m und damit besonders hoch sind. In der Regel waren Gräber mit einem Stein markiert, aber es gibt Fälle, wo mehrere Blöcke verwendet wurden (De fem dårlige jomfruer – deutsch „die fünf törichten Jungfrauen“).

Auch in England und im heutigen Polen (im Bereich der Wielbark-Kultur) finden sie sich vereinzelt. Steine dieser Art werden in Polen zum Teil den frühen Goten zugeordnet. Oft findet man sie auch auf der Südseite von Brandgräbern. Sie können die Mitte einer Grabanlage markieren. Sie kommen dort vor, wohin Normannen und Wikinger gelangten.

## Aussehen
In Dänemark wurden Findlinge (selten höher als 2 m) und ansonsten Steine verwendet, die unter Umständen aus dem Fels gebrochen wurden. Letztere sind unbearbeitet und daher mehr oder weniger unregelmäßig in der Form, manche haben einen ungefähr dreieckigen, quadratischen oder rechteckigen Querschnitt. Ihre Höhe variiert zwischen 30 cm und 7,2 m. Die Nähnadel Mariens an der Olavskirche in Avaldsnes auf Karmøy (Norwegen) und der Trollpila (deutsch „Trollpfeil“) von Bolsøya mit 5,1 m sind die höchsten. Die Dicke ist umso geringer, je höher der Stein ist, so dass einige als Nadeln bezeichnet werden. Häufig ist beinahe die Hälfte im Boden eingegraben oder das obere Ende zugespitzt. Auf Gotland und Öland wurden bevorzugt Kalksteinplatten aufgestellt, die heute (wegen Beschädigung oder Verwitterung) noch nur unwesentlich aus dem Boden ragen.

## Abgrenzung
Bautasteine tragen weder Inschriften noch Bilder. Später, teilweise noch vor der Wikingerzeit, sind Erinnerungstexte, meist in Runenschrift, festzustellen. Solche Steine heißen jedoch Runensteine – z. B. Der Runenstein von Helland in Sola (Norwegen): „Skard errichtete diesen Stein für Bjalv, seinen Sohn, einen vortrefflichen Mann“. Auf diese Erinnerungsfunktion weist auch die Hávamál hin:
sjaldan bautarsteinar
standa brautu nær,
nema reisi niðr at nið.
Selten stehen Bautasteine
nahe dem Weg
wenn nicht ein Verwandter sie errichtet nach dem Verwandten.
Damit dürften die Steine ihre Funktion geändert haben. Sie verloren an Bedeutung, und der nüchterne Text lässt darauf schließen, dass sie auch keine (in unserem Sinn) religiöse Bedeutung mehr hatten. Man geht davon aus, dass die Änderung auf christliche Einflüsse zurückgeht, wo bereits Grabsteine mit Inschrift üblich waren.